# Černohorská abeceda
Černohorská abeceda je některá ze dvou abeced, které jsou používány pro zápis černohorštiny. Skládají se ze 32 písmen. Jedna je variantou latinky, druhá je variantou cyrilice.

## Latinka
Abeceda (neobsahuje Q, W, X a Y): A B C Č Ć D Dž Đ E F G H I J K L Lj M N Nj O P R S Š Ś T U V Z Ž Ź.

## Cyrilice
Abeceda: А Б В Г Д Ђ Е Ж З З́ И Ј К Л Љ М Н Њ О П Р С С́ Т Ћ У Ф Х Ц Ч Џ Ш.